# Сахлін (округ)
Сахлін (араб. معتمدية الساحلين) — округ в Тунісі у регіоні Сахель. Входить до складу вілаєту Монастір. Утворений 21 травня 1984 року. Центр округу — м. Сахлін. Станом на 2004 рік загальна чисельність населення становила 21799 осіб.